# مختار آبلیازوف
مختار قابیلولی آبلیازوف (قزاقی: Мұхтар Қабылұлы Әблязов و (به انگلیسی: Mukhtar Ablyazov)؛ (زاده ۱۶ مه ۱۹۶۳) تاجر و فعال سیاسی قزاق است که به عنوان رئیس هیئت مدیره بانک توران عالم (BTA) فعالیت می‌کرد. و یکی از بنیانگذاران و رهبر حزب سیاسی ثبت نشده انتخاب دموکراتیک قزاقستان (QDT) است.
او رئیس سابق شرکت دولتی شرکت بهره‌برداری شبکه برق قزاقستان (KEGOC) و همچنین مدت کوتاهی سمت وزیر انرژی، صنعت و تجارت کابینه بالگیمبایف را پیش از استعفا و پیوستن به مخالفان رئیس‌جمهور نورسلطان نظربایف بر عهده داشت.
در نوامبر ۲۰۰۱، او به همراه دیگر مقامات دولت سابق قزاقستان، حزب انتخاب دموکراتیک قزاقستان (QDT) را تأسیس کرد. در نتیجه، آبلیازوف در مارس ۲۰۰۲ به اتهام کلاهبرداری مالی و سوء استفاده سیاسی تا زمان عفو نظربایف در سال ۲۰۰۳ زندانی شد. پس از آزادی از زندان، فعالیت‌های رسمی سیاسی خود را با مخالفان متوقف کرد.

### بانک بی‌تی‌ای

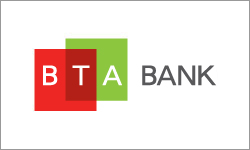
آرم بانک BTA

در سال ۱۹۹۸، آبلیازوف همراه با کنسرسیومی از سرمایه‌گذاران قزاق، وامی را برای خرید سهام بانک توران عالم در یک حراج خصوصی به مبلغ ۷۲ میلیون دلار به دست آورد.
بعدها وام را پس داد. این بانک بعداً به بانک بی‌تی‌ای مشهور شد.
آبلیازوف از سال ۲۰۰۵ تا ۲۰۰۹ به عنوان رئیس هیئت مدیره بانک بی‌تی‌ای خدمت کرد.
بانک بی‌تی‌ای بین سال‌های ۲۰۰۳ و ۲۰۰۷ دفتر وام خود را ۱۱۰۰ درصد افزایش داد و نسبت وام به سپرده‌ها را ۳٫۶ به ۱ در سال ۲۰۰۷ داشت.

### خانواده
دختر آآبلیازوف، مدینه آبلیازووا، با ایلیا خراپانوف، پسر شهردار سابق آلماتی، ویکتور خراپانوف ازدواج کرده‌است. آبلیازووا و هر دو خراپانوف متهم به نقض قانون RICO به دلیل استفاده از املاک و مستغلات ایالات متحده برای اختلاس و کلاهبرداری از شهر آلماتی بودند.
ایلیا خراپانوف متهم شریک آبلیازوف بود و حکمی ۵۰۰ میلیون دلاری از سوی دادگاه عالی بریتانیا برای پرداخت غرامت به بانک بی‌تی‌ای به خاطر نقشش در پولشویی وجوه مفقوده بانک بی‌تی‌ای دریافت کرد.

## اعلامیه قرمز اینترپل

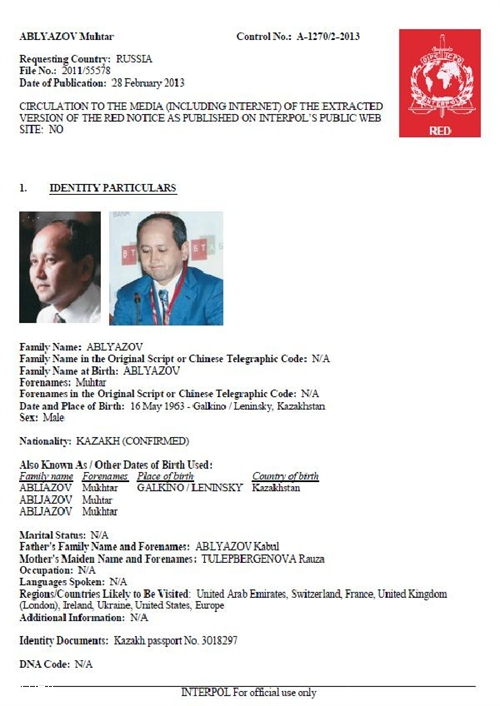
اعلامیه قرمز اینترپل برای آبلیازوف

اینترپل اعلام قرمز حکم بازداشت آبلیازوف را صادر کرد که مبنای دستگیری وی توسط مقامات فرانسوی در سال ۲۰۱۳ بود.
اینترپل گفت آبلیازوف در روسیه به اتهامات جداگانه‌ای برای «کلاهبرداری در مقیاس کلان»، پولشویی و جعل اسناد تحت تعقیب است.
اینترپل در ژوئیه ۲۰۱۷ اعلامیه قرمز را پس گرفت.

## بانک بی‌تی‌ای در مقابل مختار آبلیازوف
یک پرونده کلاهبرداری مالی برجسته است که شامل حداکثر یازده دادرسی در دادگاه عالی انگلستان است که برای قضاوت ارزش پولی و رویه و استانداردهایی برای بازیابی دارایی‌های نگهداری شده در حوزه‌های قضایی متفاوت در سراسر جهان سابقه تعیین کرده‌است.
یک حکم در سال ۲۰۱۵ نشان داد که کنترل بالفعل بر وجوهی که در امانت نگه داشته شده‌است در دسترس دستورات انجماد جهانی است.